# 唐纳德·库克号驱逐舰
唐纳德·库克号驱逐舰（USS Donald Cook (DDG-75)）是美国海军阿利·伯克级驱逐舰的第二十五艘，以海军陆战队上校唐纳德·库克命名。
唐纳德·库克号驱逐舰于1996年7月9日在缅因州巴斯的巴斯钢铁厂安放龙骨，1997年5月3日下水，1998年12月4日服役。

## 与俄罗斯军机接触事件
2014年4月11日 美國國防部譴責一架俄羅斯Su-24戰鬥轟炸機在4月11日一再低飛逼近美軍庫克號（USS Donald Cook，舷號DDG-75)神盾級飛彈驅逐艦，次數長達12次。根據俄羅斯之聲網站報導，為了因應烏克蘭危機，美國派出庫克號前往黑海。11日一架沒有攜帶武器的Su-24戰鬥轟炸機在黑海的國際海域上與庫克號遭遇，這架Su-24搭載電子干擾莢艙，癱瘓庫克號艦上的神盾系統，該Su-24一再低飛逼近庫克號，次數長達12次，並對庫克號實施電子干擾，導致庫克號艦上的神盾雷達系統一度短路、失靈。根據美國星條旗（Stars and Stripes）網站報導，美國海軍官員指出這架Su-24距離庫克號僅500英呎。根據Defense Systems的報導，文中提到的"Khibiny"電子干擾系統僅用於Su-30、Su-34、Su-35的翼尖，而新聞俄羅斯之聲所提到的Su-24戰機並無搭載此系統，關於戰機的電戰系統干擾神盾艦一事有可能純屬造假新聞的渲染。

## 延伸閱讀
- Sanders, Michael S. . New York: HarperCollins. 1999. ISBN 0-06-019246-1. (Describes the construction of Donald Cook at Bath Iron Works.)

## 外部連結
- "USS Donald Cook Official Web-Site"（页面存档备份，存于）
- USS Donald Cook Command History Reports（页面存档备份，存于）
- USS Donald Cook webpage（页面存档备份，存于）
- Naval Vessel Register DDG-75